# Stade Mazicou
Le stade Mazicou est le stade de rugby à XIII de la ville d'Albi occupé par le club d'Albi RL XIII.
Il comporte deux tribunes couvertes et peut accueillir jusqu'à 12 000 spectateurs
Le 26 août 2023, il accueille un match « délocalisé  » du Championship : Toulouse-Barrow
La même année, le projet de créer une troisième tribune est lancé. 
La démolition de la tribune de pesage commence au mois de juillet 2024

## Galerie

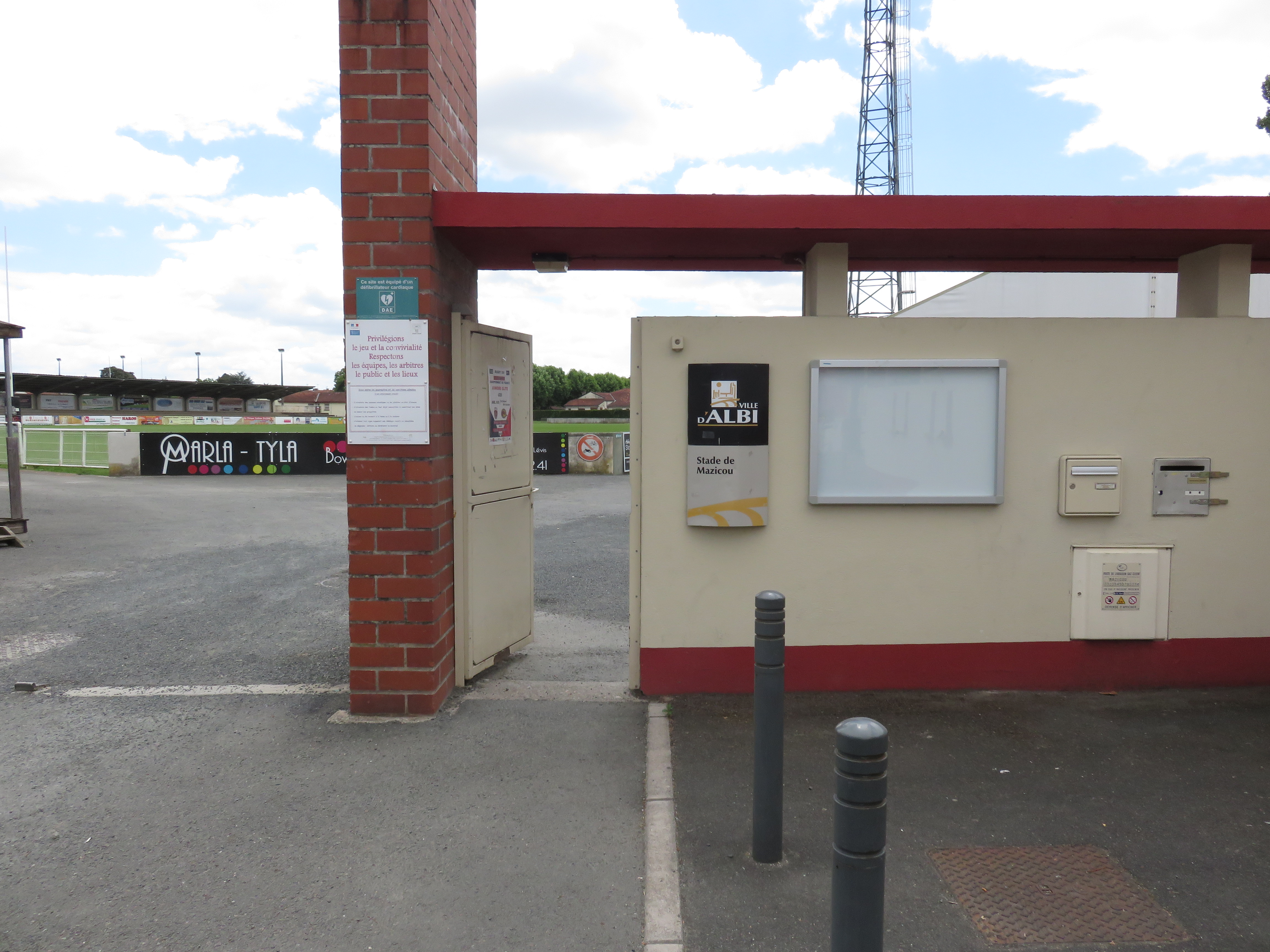
Entrée du stade Mazicou d'Albi